# 桃色争議

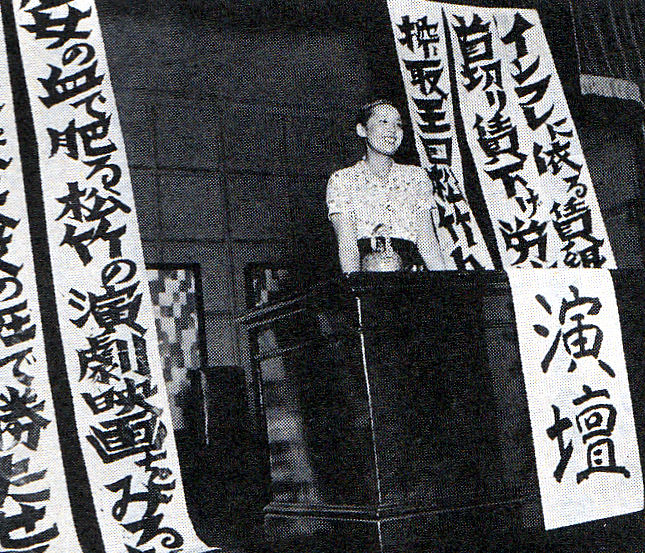
争議の演壇に立つ水の江。

桃色争議（ももいろ そうぎ）は、1933年（昭和8年）、松竹少女歌劇部（後の松竹歌劇団）・松竹楽劇部（後のOSK日本歌劇団）で発生した労働争議をいう。中心人物である水の江瀧子の愛称にちなんだ「ターキー・ストライキ」の異称もある。

## 経過
1932年（昭和7年）、松竹はこの年4月、浅草で起こった映画活弁士、楽士の首切り闘争で一定の勝利を収めた（前年に松竹は日本初の本格トーキー「マダムと女房」を公開している）。翌1933年（昭和8年）に至り、今度は松竹少女歌劇部に対し、一部楽士の解雇ならびに全部員の賃金削減を通告した。
同年6月14日、「レビュー・ガール」と呼ばれ少女歌劇部の大部をなす少女部員が新聞記者らを集めて「絶対反対」の意思を明らかにし、同部の誇る18歳のトップスター水の江瀧子を争議委員長に、津阪織江（後のオリエ津阪）を副委員長に任命した。前年の活弁闘争に勝利した松竹がこれに応じないことは火を見るよりも明らかであったから、水の江以下少女部員230名は翌6月15日、神奈川県にある湯河原温泉郷の大旅館に立てこもってしまった。津阪はスト崩しを画策した城戸四郎常務の申し出を受け、松竹側についた。 
一方、大阪においては松竹楽劇部が、待遇条件の改良要求が拒否されたことから会社側と一触即発の状態になった。楽劇部員たちは一番人気の飛鳥明子を争議団長に据え、舞台をサボタージュしたうえ、遂に6月28日、三笠静子（後の笠置シヅ子）、美鈴あさ子（後のアーサー美鈴）、秋月恵美子、芦原千津子ら70余名の部員が高野山の一宇に立てこもり、弘法大師（空海）ゆかりの霊峰に「トラスト反対」などと大幕をひるがえして演説をぶち、参詣客の度肝を抜いた。
松竹はただちに水の江を「賊女」と呼んで懲戒解雇に処し、争議団の自然崩壊を待った。しかしなにぶん女性、しかも未成年で幅広く大衆に知られた有名人であるから、世論の同情は彼女らに傾きがちで、それにのった新聞各紙も徐々に松竹の態度に異を鳴らし始めた。一時は水の江を拘禁した警察もすぐ解放した。また経営する劇場や舞台の観客動員が落ち込み、却って不倶戴天の仇敵宝塚少女歌劇団の隆盛を助けるという、松竹にとって極めて不愉快な状況を呈してきた。
少女たちに追い風が吹くなか、大阪では7月8日手打ち式が行なわれ、7月15日東京で「協定文」が読み上げられて、飛鳥は退団、水の江が謹慎となったものの、週休制と最低賃金の設定に成功した争議団側の勝利に終わった。

## 関連人物
- 小倉みね子 ‐ 松竹の要求を受け入れ組合を除名。
- 西条エリ子 ‐ 争議に参加せず組合を除名。
- 江戸川蘭子 ‐ 争議指導者として謹慎処分にあうが復帰。
- 三浦たま子 ‐ 争議を機に歌劇部を離れ堺駿二と結婚。堺正章の母となる。
- 森寅雄 ‐ 社会部記者として桃色争議を担当。